# Petit éolien
Pour les articles homonymes, voir Éolienne (homonymie).
Le petit éolien, ou éolien individuel ou encore éolien domestique, désigne toutes les éoliennes d'une puissance nominale inférieure ou égale à 30 kilowatts (en Europe), à 36 kilowatts (en France), ou 100 kilowatts (aux États-Unis), raccordées au réseau électrique ou bien autonomes en site isolé. Il vise à répondre à de petits besoins électriques et alimenter des appareils électriques (pompes, éclairage, chauffage...) de manière durable, principalement en milieu rural ou sur des véhicules (voiliers, péniches, caravanes...), et est souvent accompagné d'un module solaire photovoltaïque et d'un parc de batteries. Ce type d'installation peut garantir l'autonomie énergétique par exemple d'un voilier (éclairage, instruments de bord...) ou d'une caravane.
Pour être efficient et économiquement rentable, le site doit être exposé au vent, qui doit idéalement être à la fois fort, régulier et fréquent.

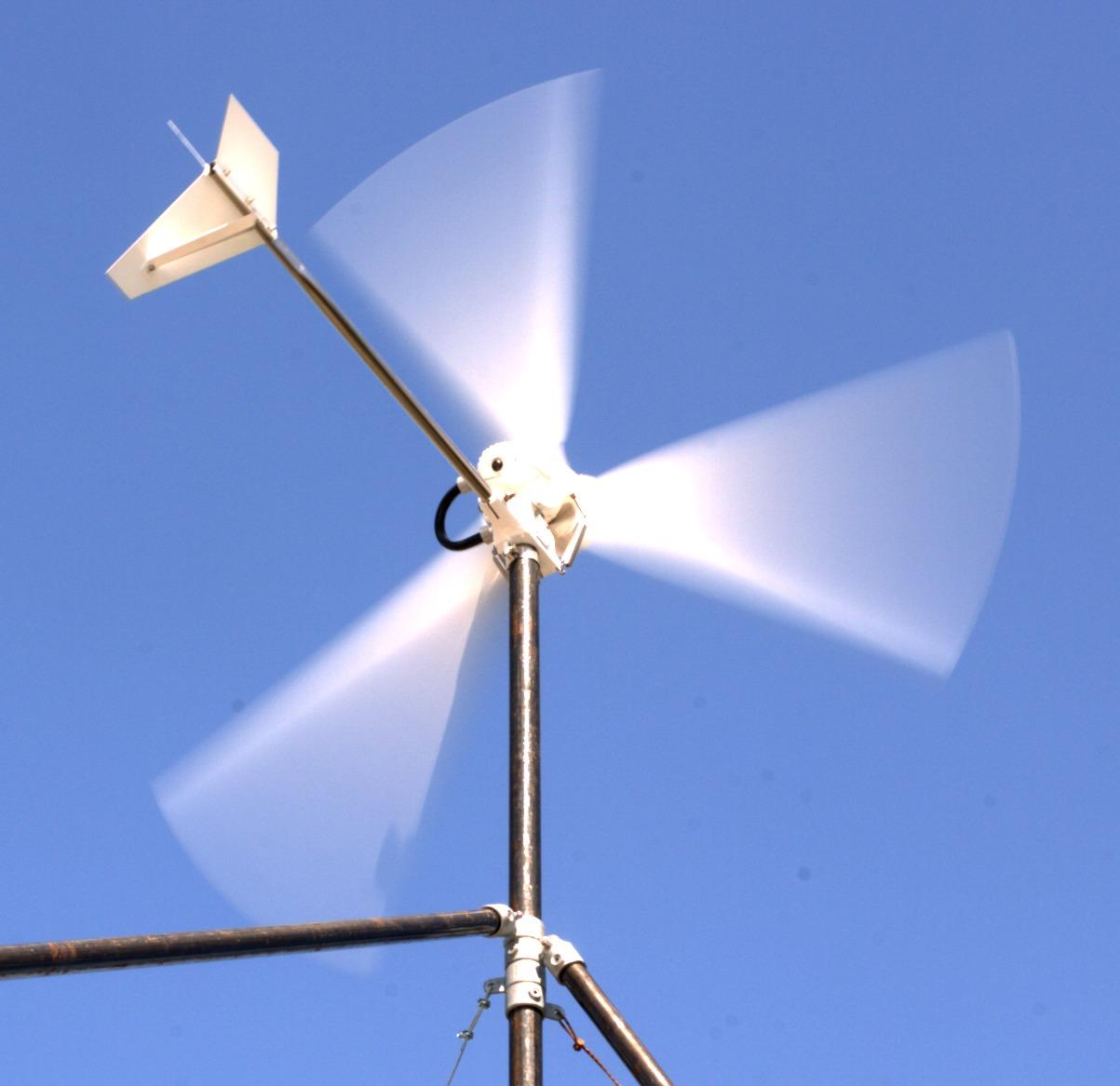
Petite éolienne à courant continu.

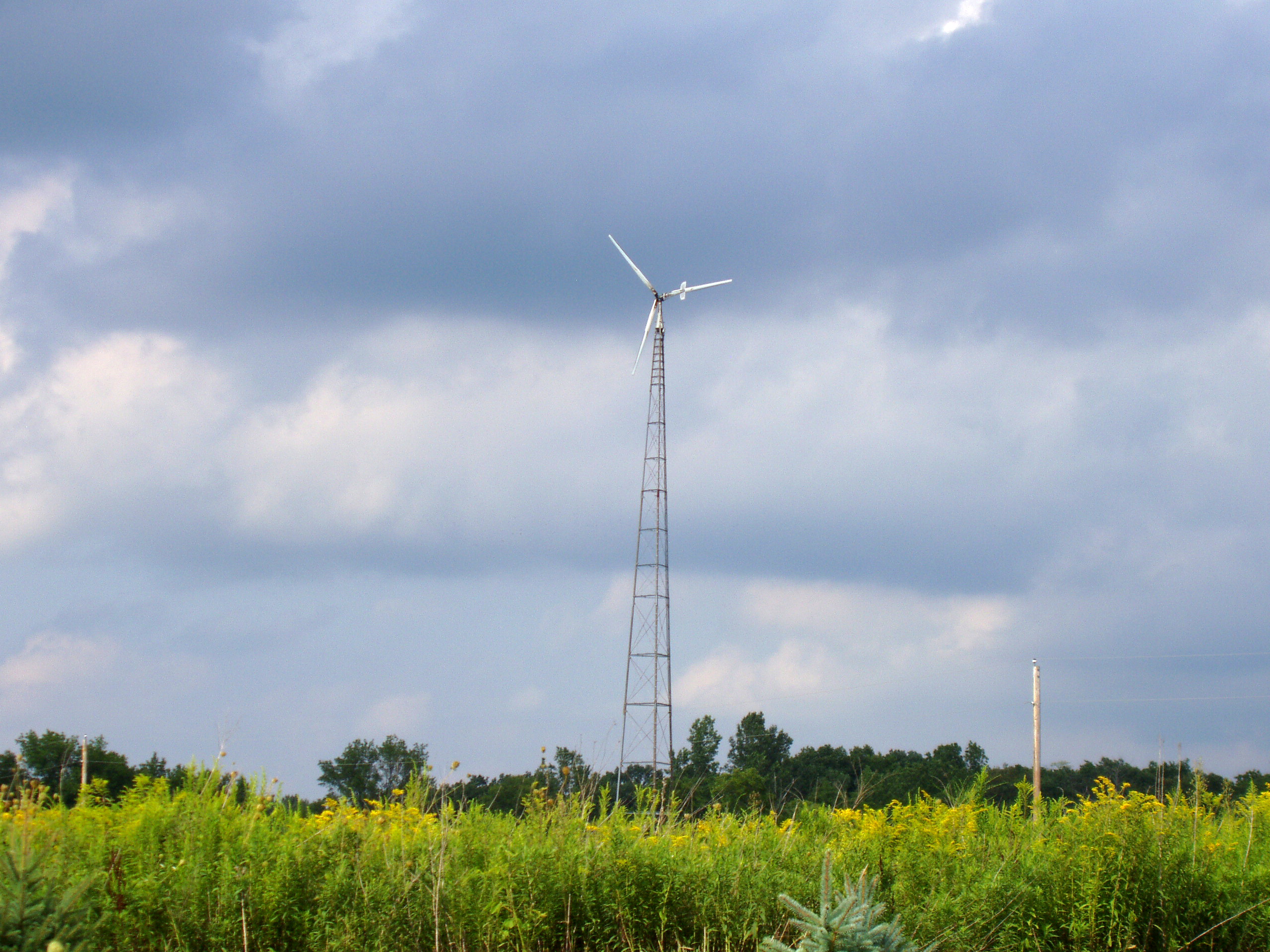
Petite éolienne, dans l'Indiana (États-Unis).

Le petit éolien semble être appelé à se développer de manière complémentaire au photovoltaïque (il y a souvent plus de vent quand il y a moins de soleil et inversement). 
Dans les décennies à venir un réseau électrique intelligent (« Smart Grid » ou « Super Smart Grid ») ou un « internet de l'énergie » tel que proposé par Jeremy Rifkin dans son projet de « Troisième révolution industrielle » devrait faciliter l'intégration du petit éolien au réseau électrique.

## Petit éolien classique
Généralement à « axe horizontal », les petites éoliennes classiques comprennent souvent deux à trois pales, pour une puissance électrique de 1 kW à 36 kW (en France). Elles sont fabriquées par des professionnels (Nheolis,AWP, Bergey, Eoltec), ou en autoconstruction (selon les modèles de Hugh Piggott par exemple).
En décembre 2004, a été ouvert à Narbonne (Aude) le Site expérimental pour le petit éolien de Narbonne (Sepen) pour obtenir des données fiables sur les performances de ces équipements. Cette installation permet de tester dans des conditions de vent fort et soutenu, les performances de quatre « petites » éoliennes de moins de 10 kilowatts.
Certains fabricants français proposent des éoliennes silencieuses par la forme de leurs pales. Le Sepen a classé une des éoliennes testées comme étant "inaudible".
Selon la société Vertéole (crée en 2009 pour concevoir et fabriquer des petites éoliennes (à axe vertical ou non) pour les particuliers et collectivités, combinées à des modules photovoltaïques et à un stockage de l'électricité, les petites éoliennes sont en réalité difficiles à concevoir car devant fonctionner en régimes particulièrement turbulent et irrégulier au point qu'il ne resterait en 2017 (selon le PDG de l'entreprise en 2017 ne subsistent que cinq acteurs industriels sur ce secteur dans le monde).

## Petit éolien urbain

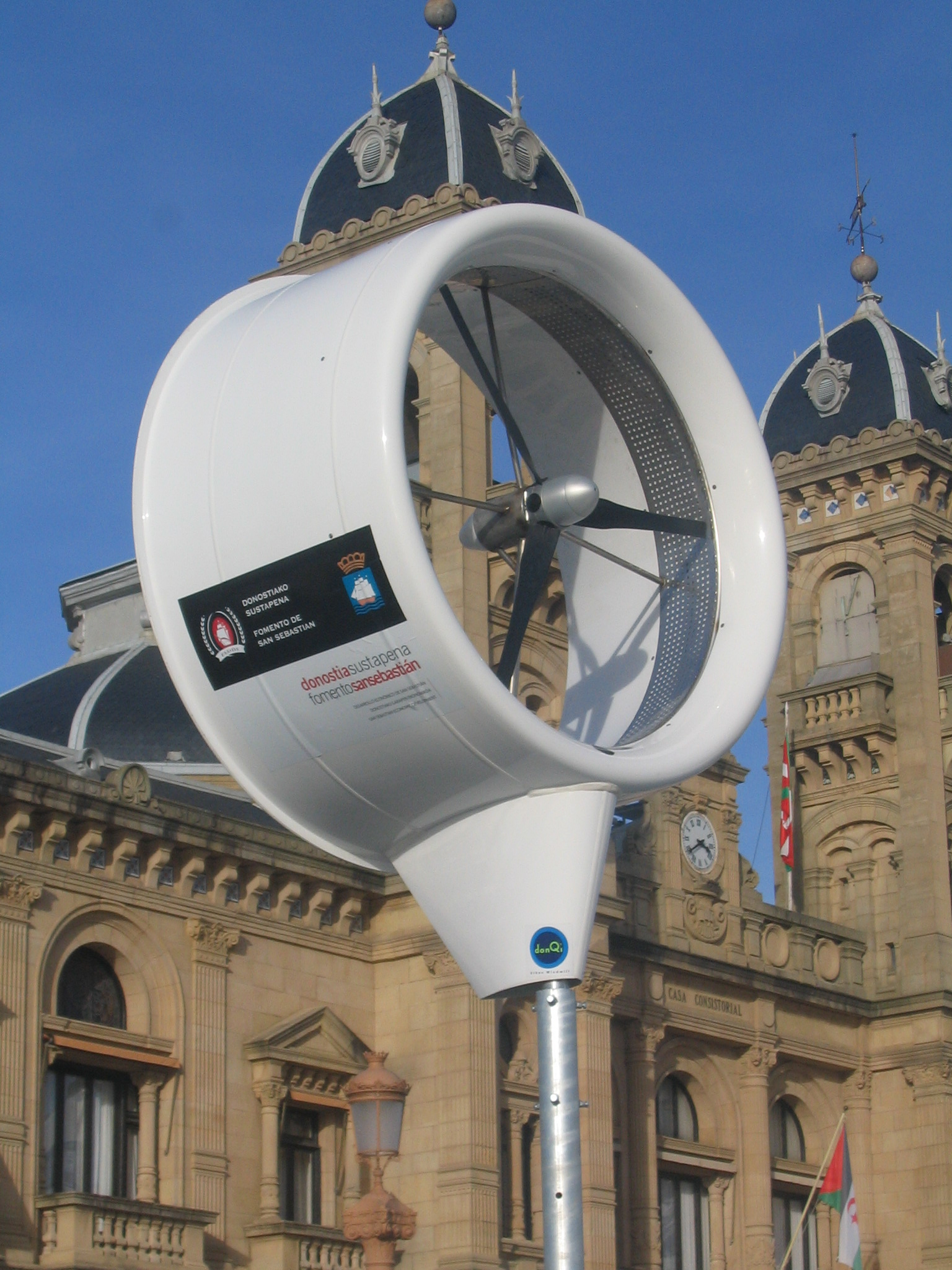
Éolienne urbaine de deux mètres de diamètre, puissance 1,75 kW à 14 m/s, à Saint-Sébastien, spécialement développée pour obtenir un très faible niveau sonore. Elle a une hauteur du mat de 5,5 mètres, elle démarre avec une vitesse de vent de 2,5 m/s, elle a une durée de vie de vingt ans, et elle est conforme au code de l'urbanisme espagnol.

Les éoliennes spécialement développées pour l’environnement urbain sont à axe vertical ou horizontal, et de petite ou moyenne puissance, allant jusqu'à 20 kW.
En milieu urbain, le vent est plus faible et surtout plus turbulent qu'en terrain ouvert (variations rapides de vitesse et de direction du flux d'air). D'importantes turbulences se produisent à la hauteur des toits en raison des déviations de flux causées par les façades des bâtiments et des collisions de l'air chaud (face sud ensoleillée) et froid (face nord).
Les éoliennes à axe horizontal ont un moins bon rendement en zone de turbulence (l'axe devant en permanence changer dans ce cas, il est donc généralement nécessaire de les surélever par rapport au toit de plusieurs mètres. Elles sont également peu efficaces par vent très faible et ne sont donc pas adaptées à tous les environnements urbains.
Les éoliennes à axe vertical au contraire, sont moins soumises aux problèmes des turbulences et peuvent être efficaces à hauteur de toit (en fonction de l'environnement du bâtiment). Elles ont également l'avantage de partir par faible vent.

### Contexte local contre contexte global
Le potentiel et l'écobilan de cette technologie sont encore discutés. Ses promoteurs soulignent les avantages d'une production décentralisée d'électricité, directement localement disponible évitant les déperditions longues distances. Elle s’intègrent également parfaitement dans un environnement de smart grid.
Ses opposants pointent au contraire le fait que, sauf exception (en zone littorale concernée par des cycles quotidiens vent de terre / vent de mer, ou en zone de mistral par exemple en France), le vent urbain perturbé diminue les performances des éoliennes à axe horizontal, bien que l'effet en soit contraire avec certaines à axe vertical[pas clair].
Selon l’ADEME (Agence de l'environnement et de la maîtrise de l'énergie) c’est « une filière encore à l’état de recherche-développement, une application économiquement viable pour les particuliers mais peu de références et de retour d'expériences et des contraintes techniques et économiques, et des incertitudes règlementaires. ».

### Déploiements existants
Des petites éoliennes ont donc été déployées en milieu urbain dans différentes villes d'Europe dans le cadre du projet Wineur financé par la Commission européenne dans le cadre d'Intelligent Energy Europe, dont les Pays-Bas (Groningen, Friesland, Drenthe, les contraintes réglementaires ont tendance à y ralentir le déploiement), France (Lyon, Grenoble et Lille), Royaume-Uni (avec une priorité dans l'équipement des écoles) ou en Asie.
L'éolien se développe également à l'échelle individuelle. Le petit éolien est généralement utilisé pour produire de l'électricité, qui sera consommée directement sur place. De nombreux problèmes sont apparus pour des éoliennes installées en zones bâties sans étude préalable sérieuse sur les vitesses de vent et les turbulences. L'Association française des professionnels du petit éolien (AFPPE) déconseille les installations sur les sites improductifs trop turbulents, en pignon ou en toiture.
En Chine (Weihai, Shenzhen par exemple) des petites éoliennes à axe horizontal couplé à des panneaux solaires sont placées sur les larges avenues ou sur les bords d'autoroutes en réutilisant le mobilier urbain des lampadaires. À Canton, la Tour de la Rivière des Perles a inclus quatre éoliennes à axes verticaux au moment de sa conception. Elles sont donc directement intégrées dans la façade du bâtiment, et celui-ci a une forme favorisant l'engouffrement du vent Sud→Nord dans des tunnels à effet venturi ou sont situées les éoliennes, permettant de bénéficier davantage des effets du vent.
Bénéficiant d'un environnement réglementaire plus souple, des industriels espagnols ont mis sur le marché, en 2010, des éoliennes individuelles capables d'assurer 50 % de la consommation électrique d'une habitation familiale. La chambre de commerce de Saint-Sébastien, au Pays basque, concourt activement à la promotion de ces nouveaux équipements.

## Électrification rurale décentralisée (ERD)
Le petit éolien est intéressant pour l'électrification de site isolé, dans les pays développés ou dans le cadre de programmes d'électrification dans les pays en voie de développement. 

Il existe des programmes publics de financement de l’électrification de sites isolés (avec par exemple l'ONG blueenergy ou la société française Transénergie).

Pour stabiliser la production, on les associe à un groupe électrogène et/ou des batteries (éventuellement avec une autre source renouvelable comme des panneaux photovoltaïques).

## Auto-construction et Open source

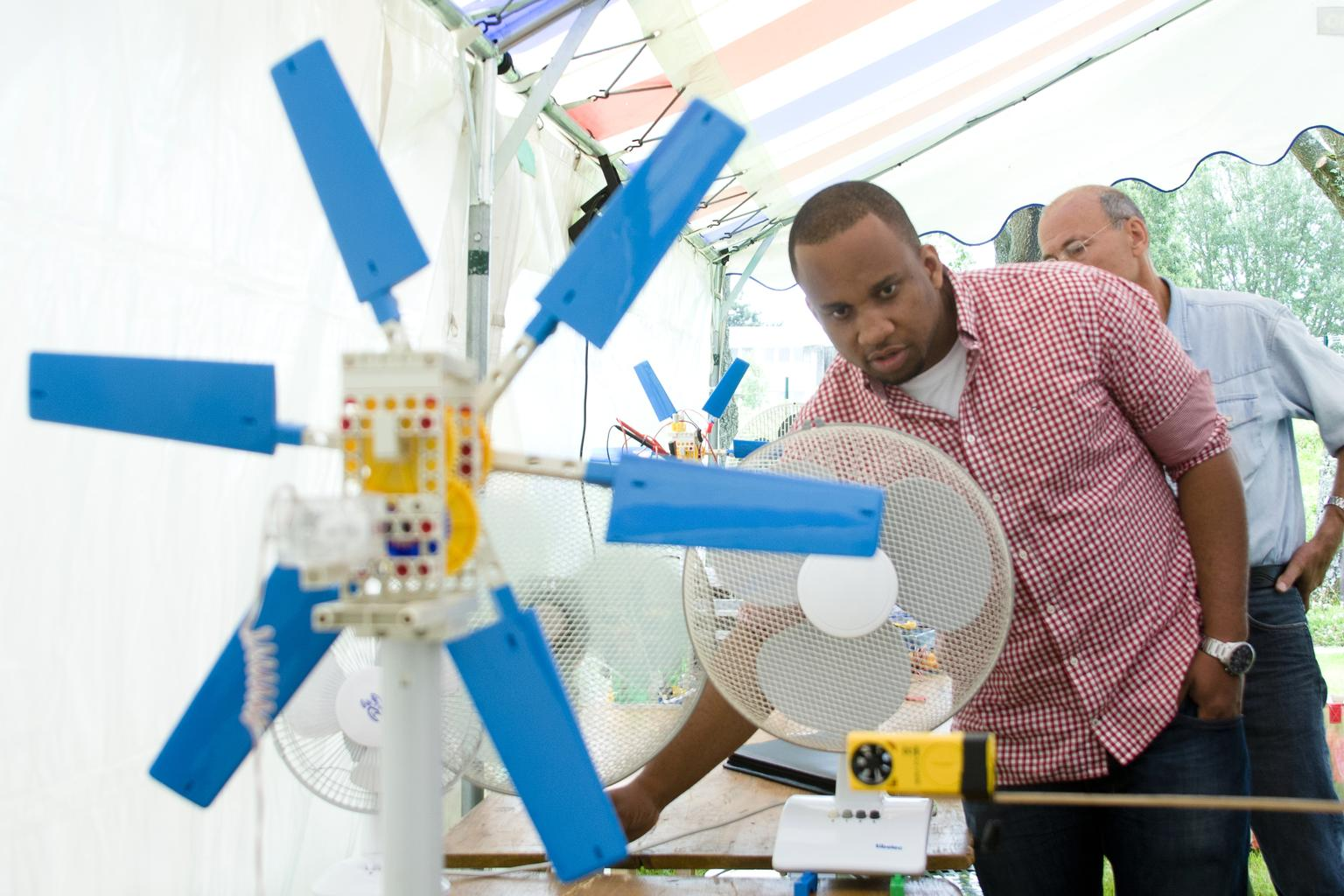
Test d'un modèle réduit d'éolienne.

Depuis plus d'un siècle, de nombreux amateurs ont auto-construit des éoliennes à partir de matériaux du commerce, récupérés ou de kits commerciaux.  

Des modèles d'éoliennes  faciles à réparer par des forgerons locaux ont aussi été diffusées lors de programmes de coopération décentralisée. Ces éoliennes ont généralement été dédiées au pompage de l'eau, mais des modèles récents avec un générateur de 15 à 25 kilogrammes (25 cm de diamètre) peuvent développer 3 kilowatts de puissance électrique).
Dans le domaine de la production d'énergie et des microcentrales énergétiques, le « Faites le vous-même » (« Do it yourself » ou « DIY » pour les anglophones) a été popularisé par divers magazines de bricolage, de vulgarisation ou plus spécialisés dans l'« énergie auto-produite », notamment par deux journaux américains : « OtherPower » et « Home Power »(plus de 150 numéros en 25 ans, notamment consacrés à l'éolien auto-construit), ainsi que par quelques sites Internet tels que Instructables (communauté de bricoleurs en ligne voulant découvrir, partager promouvoir d'idées et projets autoconstruits ou s'en inspirer), ou encore par quelques séries-TV comme « Jericho » ou « La Machine à explorer le temps (film, 2002) ».)
Ce secteur, considéré comme peu intéressant pour les grandes entreprises, est néanmoins soutenu par l'existence d'une demande locale et dispersée (dont pour l'auto-construction). Des démarches Open source ou écocitoyennes se sont mises en place pour y répondre, visant à permettre la construction d'« éoliennes libres » (Open-source hardware), avec par exemple DIY and Open Source Wind Turbines ou Small Wind Turbine (howto)
Les éoliennes autoconstruites sont généralement des modèles de taille modeste. Elles ont, pour la plupart, une puissance nominale inférieure ou égale à 1 kW,,. 
Le plus souvent, elles sont perchées sur des tours ou mâts (fixes ou haubanés),.
Quelques éoliennes un peu plus puissantes (par ex. : the Jua Kali wind turbine, Hugh Piggot's wind turbine, ForceField Wind Turbine, Chispito Wind Generator, The Zoetrope Vertical-Axis Wind Turbine...) ont été toutefois construites par des indépendants, et certains modèles spéciaux ou expérimentaux ont intéressé un certain nombre de bricoleurs ou d'inventeurs (modèles d'éoliennes de type Savonius ou panémone par exemple), Par rapport à son équivalent commercial, une éolienne autoconstruite tend à être moins chère ,,.
Grâce à l'Internet, la communauté est maintenant plus facilement en mesure de diffuser, comparer, améliorer et obtenir des plans d'éoliennes à auto-construire,,,,. L'autoconstruction d'éoliennes est également active dans les pays en développement où elles sont particulièrement intéressantes loin des réseaux électriques ou pour le pompage de l'eau. Elles alimentent des maisons, des résidences et de petites entreprises. Des organisations telles que « Practical Action » ont conçu des éoliennes faciles à construire et réparer par les communautés locales de pays en développement. Elles fournissent les plans et guides de construction,.
Depuis les années 2000, les éoliennes dites « Piggott », en référence à leur concepteur Hugh Piggott se démarquent par de nombreux points : la relative simplicité de fabrication, la fiabilité, la performance, le réseau d'entraide, la documentation. On décompte aujourd'hui plus d'un millier d'auto-constructeurs d'éoliennes Piggott à travers le monde, et plus de 200 machines fabriquées et installées en France, en 2023 par le réseau associatif Tripalium, souvent à l'occasion de stages collectifs. Les modèles proposés par ce réseau ont des puissances nominales allant de 0,2 à 2 kW pour des diamètres de 1,2 à 4,2 m. Les plus anciennes éoliennes Piggott, en service sur la presqu’île de Scoraig en Écosse, fonctionnent depuis plus de 20 ans.
Ces éoliennes peuvent donc être considérées comme du matériel libre.